# ウルツ・フィッティッヒ反応
ウルツ・フィッティッヒ反応（ウルツ・フィッティッヒはんのう、Wurtz-Fittig reaction）は2分子の有機ハロゲン化物をアルカリ金属によってカップリングさせる化学反応である。
ウルツ反応、ウルツカップリングとも呼ばれる。
1832年にシャルル・ビュルツがハロゲン化アルキルが金属ナトリウムと反応して炭化水素が得られることを発見した。
さらに1864年にルドルフ・フィッティッヒによってハロゲン化アリールとハロゲン化アルキル間でも同様の反応が起こることが発見された。
ただし、アルカリ金属の中でもリチウムは、生成するアルキルリチウムとハロゲン化アルキルとの反応性が低いため、この反応の収率は低い。
むしろ、アルキルリチウム試薬の調製時に起こる副反応として認識されている。
ただし、用いるハロゲン化物がハロゲン化アリルやハロゲン化ベンジルのように反応性が高い場合、この反応の方が主な反応となることがある。
グリニャール試薬の調製時も同様のことが起こる。
アルカリ金属は多くの官能基と反応してしまうため、この反応が使用できる基質は極めて限られる。
そのため、有機合成化学におけるこの反応の有用性は低い。